# Зеница (община)
Община Зеница (босн. и хорв. Opština Zenica, серб. Општина Зеница) — боснийская община, расположенная в центральной части Федерации Боснии и Герцеговины. Административным центром является город Зеница.

## Население
По данным переписи населения 1991 года, в общине проживали 145517 человек из 81 населённого пункта. По оценке на 2009 год население составляет 127105 человек.

## Населённые пункты
Арнаути, Банлоз, Биеле-Воде, Бистрица, Бистрица-Горня, Бризник, Буковица, Добрилево, Донья-Враца, Дривуша, Доньи-Чайдраш, Другавци, Дусина, Гладовичи, Горица, Горня-Грачаница, Горня-Вишњица, Горня-Враца, Горня-Зеница, Горни-Чайдраш, Градина, Градишче, Грм, Гуманци, Яняц, Яничи, Янички-Врх, Ясика, Ястребац, Юрьевичи, Касаповичи, Клопачки-Врх, Количи, Копривна, Ковачичи, Кованичи, Козарци, Кула, Лашва, Лиеске, Локвине, Лозник, Любетово, Мошчаница, Мутница, Немила, Ново-Село, Обреновци, Ораховица, Осойница, Осредак, Палиновичи, Пепелари, Пешевичи, Плаховичи, Плавчичи, Поца, Пойске, Понихово, Понирак, Пуховац, Путовичко-Поле, Путовичи, Радиновичи, Себуя, Смаичи, Старина, Страняни, Свиче, Шеричи, Шибличи, Тишина, Топчич-Поле, Трешнева-Глава, Врандук, Врановичи, Вражале, Врхполе, Вукотичи, Захичи, Зеница, Живковичи.